# Vatumori
Vatumori ist eine osttimoresische Aldeia im Suco Gugleur (Verwaltungsamt Maubara, Gemeinde Liquiçá). 2015 lebten in der Aldeia 837 Menschen.

## Geographie
Vatumori nimmt die gesamte Mitte des Sucos Gugleur ein. Südlich befindet sich die Aldeia Lebulugor und nördlich die Aldeias Palistla, Lautecas, Lauvou, Erito und Lissa-Lara. Im Westen grenzt Vatumori an den Suco Vatuboro und im Osten an den Suco Guiço. Im Norden liegen die Gipfel des Foho Laugua (1029 m), des Foho Vatumori (1041 m) und des Foho Uauwe (1019 m). Während der Bergrücken des Vatumori sich in West-Ost-Richtung erstreckt, dehnen sich die Höhenzüge der anderen beiden Berge nach Süden aus.
Auf der Südverlängerung des Foho Laugua liegt Eluli, mit der Grundschule der Aldeia. Auf der anderen Seite eines über 200 m tiefen Tales liegt auf der Verlängerung des Foho Uauwa das Dorf Kepelara. Der Foho Vatumori bildet den nördlichen Abschluss des Tals. Nördlich des Foho Vatumori befindet sich das Dorf Vatumori. Östlich des Ortes entspringt der Tikidur, ein Quellfluss des Marae.

## Politik
2023 wurde Domingos dos Santos zum Chefe de Aldeia gewählt.